# بیگون ویل
بیگون ویل (به لاتین: Bigonville) یک منطقهٔ مسکونی در لوکزامبورگ است که در رامبروک واقع شده‌است. 